# 알파 트리온
알파 트라이온(Alpha Trion)은 트랜스포머의 등장인물로 열세 명의 최초의 트랜스포머들 중 한 명이다. 평행세계를 뛰어넘을 수 있는 힘을 가지고 있으며 다른 작품, 세계관에서 동일 인물로 등장한다.

## 상세
차원 이동 설정은 2010년이 되어서야 추가되었다. 알파 트라이온은 특별한 물건인 '퀼'과 프라이머스의 서(Covenant of Primus)를 가지고 있섰다. 
원작 G1 세계관에서는 옵티머스 프라임에 과거 시절 이름인 오라이온 팍스이었던 시절 메가트론에게 살해 당한 오라이온 팍스를 수리하여 옵티머스 프라임으로 재탄생시킨다. 그리고 매트릭스 오브 리더십(Matrix of Leadership)을 수여한다.

## 같이 보기
- 트랜스포머

13명의프라임